# Ozophora maculata
Ozophora maculata är en insektsart som beskrevs av Slater och O'donnell 1979. Ozophora maculata ingår i släktet Ozophora och familjen Rhyparochromidae. Inga underarter finns listade i Catalogue of Life.